# Kivenalustankari
Kivenalustankari är en ö i Finland. Den ligger i Bottenviken och i kommunen Uleåborg i den ekonomiska regionen  Uleåborgs ekonomiska region i landskapet Norra Österbotten, i den norra delen av landet. Ön ligger nära Uleåborg och omkring 540 kilometer norr om Helsingfors.
Öns area är 0,5 hektar och dess största längd är 160 meter i öst-västlig riktning. I omgivningarna runt Kivenalustankari växer i huvudsak blandskog. Runt Kivenalustankari är det ganska tätbefolkat, med 54 invånare per kvadratkilometer. Närmaste större samhälle är Uleåborg, 7,6 km öster om Kivenalustankari.